# Neogale
Genre
Neogale est un genre de petits mammifères carnivores de la famille des Mustelidae. Originaires du continent américain, les membres de ce genre se rencontrent dans une large gamme d’habitats : des forêts boréales du Nord de l'Alaska, en passant par les déserts arides du Sud-Ouest des États-Unis, les forêts tropicales humides d’Amérique centrale et du Sud, jusqu'aux Andes et le Nord de la Patagonie, en Argentine et en Bolivie, à l’extrême Sud.

## Systématique
Les membres de ce genre étaient autrefois classés dans les genres Mustela et Neovison, mais de nombreuses études avaient précédemment révélé que plusieurs espèces américaines de Mustela, ainsi que les deux espèces de Neovison, composaient un clade monophylétique distinct de tous les autres membres des Mustelinae,. Une étude de 2021 a révélé que ce clade a divergé de Mustela pendant le Miocène supérieur, entre 11,8 et 13,4 millions d'années, tous les membres du clade étant plus étroitement liés les uns aux autres que les autres espèces de Mustela, et lui a donné le nom Neogale, initialement créé par John Edward Gray. La American Society of Mammalogists a ensuite accepté ce changement.

## Liste des espèces
Selon ASM Mammal Diversity Database, il y a cinq espèces au total dont une éteinte :
| Nom vernaculaire       | Nom binominal                               | Répartition                                                                                           | Statut UICN | Sous-espèces |
| ---------------------- | ------------------------------------------- | --- | ----------- | --- |
| Belette d'Amazonie     | Neogale africana (Desmarest, 1800)          | Bassin de l'Amazone en Amérique du Sud                                                                | LC          | - N. a. africana - N. a. stolzmanni |
| Belette de Colombie    | Neogale felipei (Izor et de la Torre, 1978) | Andes de Colombie et d'Équateur                                                                       | VU          | Aucune |
| Belette à longue queue | Neogale frenata (Lichtenstein, 1831)        | Amérique du Nord continentale au sud du Canada ; Andes et nord du bassin amazonien en Amérique du Sud | LC          | Données non précisées |
| Vison d'Amérique       | Neogale vison (Schreber, 1777)              | États-Unis et Canada ; introduit en Europe, au Japon, au Chili et en Argentine                        | LC          | - N. v. aestuarina - N. v. aniakensis - N. v. energumenos - N. v. evagor - N. v. evergladensis - N. v. ingens - N. v. lacustris - N. v. letifera - N. v. lowii - N. v. lutensis - N. v. melampeplus - N. v. mink - N. v. nesolestes - N. v. vison - N. v. vulgivaga |

| Image      | Nom scientifique                  | Nom vernaculaire | Répartition                                                                             |
| ---------- | --------------------------------- | ---------------- | --------------------------------------------------------------------------------------- |
| sans cadre | Neogale macrodon (Prentiss, 1903) | Vison de mer     | Provinces maritimes du Canada, Nouvelle-Angleterre aux États-Unis ; aujourd’hui disparu |

### Phylogénie
Selon Nyakatura et Bininda-Emonds en 2012 :
|  | \| \| Neogale africana \| \| \| \| \| \| Neogale felipei \| \| \| \| |
|  |                                                                      |
|  | Neogale frenata                                                      |
|  |                                                                      |
|  | Neogale africana                                                     |
|  |                                                                      |
|  | Neogale felipei                                                      |
|  |                                                                      |

|  | Neogale africana |
|  |                  |
|  | Neogale felipei  |
|  |                  |

|  | Neogale vison      |
|  |                    |
|  | † Neogale macrodon |
|  |                    |

|  | \| \| Neogale africana \| \| \| \| \| \| Neogale felipei \| \| \| \| |
|  |                                                                      |
|  | Neogale frenata                                                      |
|  |                                                                      |
|  | Neogale africana                                                     |
|  |                                                                      |
|  | Neogale felipei                                                      |
|  |                                                                      |

|  | Neogale africana |
|  |                  |
|  | Neogale felipei  |
|  |                  |

|  | Neogale vison      |
|  |                    |
|  | † Neogale macrodon |
|  |                    |

|  | \| \| Neogale africana \| \| \| \| \| \| Neogale felipei \| \| \| \| |
|  |                                                                      |
|  | Neogale frenata                                                      |
|  |                                                                      |
|  | Neogale africana                                                     |
|  |                                                                      |
|  | Neogale felipei                                                      |
|  |                                                                      |

|  | Neogale africana |
|  |                  |
|  | Neogale felipei  |
|  |                  |

|  | Neogale vison      |
|  |                    |
|  | † Neogale macrodon |
|  |                    |

|  | \| \| Neogale africana \| \| \| \| \| \| Neogale felipei \| \| \| \| |
|  |                                                                      |
|  | Neogale frenata                                                      |
|  |                                                                      |
|  | Neogale africana                                                     |
|  |                                                                      |
|  | Neogale felipei                                                      |
|  |                                                                      |

|  | Neogale africana |
|  |                  |
|  | Neogale felipei  |
|  |                  |

|  | Neogale vison      |
|  |                    |
|  | † Neogale macrodon |
|  |                    |